# Hubert Ritt
Hubert Ritt (* 2. März 1942 in Leoben) ist ein deutsch-österreichischer Theologe, Priester und Seelsorger. Er ist emeritierter Professor für Neutestamentliche Exegese an der Katholisch-theologischen Fakultät der Universität Regensburg.

## Leben

### Wissenschaft
Ritt studierte von 1961 bis 1966 Philosophie und katholische Theologie in Löwen (Belgien) und empfing am 10. Juli 1966 in Graz (Österreich) die Priesterweihe. 1968 promovierte er in Löwen zum Dr. phil. und 1970 in Graz zum Dr. theol. Er erwarb 1971 am Päpstlichen Bibelinstitut die „Licentia in re biblica“, und 1976 habilitierte er sich 1976 an der Universität Würzburg im Fach Neutestamentliche Exegese bei Rudolf Schnackenburg. Ritt arbeitete danach als Privatdozent in Würzburg und Tübingen, bevor er ab 1982 als Professor für Neues Testament in Wuppertal, Münster und Bonn tätig war. 1990 wurde er Professor für Neutestamentliche Exegese an der Universität Regensburg, von 1992 bis 1995 war er auch Dekan der Fakultät.
Univ.-Prof. DDr. Hubert Ritt ist Mitglied der Päpstlichen Bibelkommission in Rom (Vatikan) und zuständig für Methodenfragen der neutestamentlichen Exegese.

### Seelsorge
Seit seiner Priesterweihe war Ritt, der 1981 in das Bistum Würzburg inkardiniert wurde, immer in der Seelsorge tätig. Er engagiert sich darüber hinaus beim Aufbau der Pastoral in Tschechien. Ritt war unter anderem von 1977 bis 1982 Pfarrer in Oberdürrbach, von 1995 bis 1999 Pfarrer in Würzburg-Sankt Bruno, ab 1999 Kurhausseelsorger in Schärding (Österreich) sowie ab 2001 auch Pfarrer (Pfarrprovisor) in Wernstein am Inn (Diözese Linz).
Seit dem 1. Mai 2010 ist Pfr. Univ.-Prof. DDr. Hubert Ritt Pfarrer in Grinzing (Erzdiözese Wien).

## Veröffentlichungen
- Das Gebet zum Vater. Zur Interpretation von Johannes 17, (= Forschung zur Bibel 36) Würzburg: Echter 1979 (2. Aufl. 1992) ISBN 3-429-00625-2
- mit Albert Damblon, Heinzgerd Brakmann (Hg.): Weizenkorn. Elemente der Gemeindeliturgie ... ein ewiges Haus im Himmel - Begräbnisfeier - Meßfeiern für Verstorbene I (Elemente zur Feier der Gemeindeliturgie), Stuttgart: Katholisches Bibelwerk 1985, ISBN 3-460-26441-1
- Die Offenbarung des Johannes (Die Neue Echter Bibel 21), Würzburg: Echter 1986 (4. ergänzte Aufl. 2000). ISBN 3-429-01042-X
- „So sehr hat Gott die Welt geliebt ...“ (Joh 3,16) – Gotteserfahrung bei Johannes, in: „Ich will euer Gott werden“ – Beispiele biblischen Redens von Gott (= Reihe SBS 101), Stuttgart: Katholisches Bibelwerk 1981, 207-226.
- Gottes Volk. Bibel und Liturgie im Leben der Gemeinde. Bd. I. Stuttgart. 1988
- Die Frauen und die Osterbotschaft. Synopse der Grabesgeschichten. In: Gerhard Dautzenberg u. a. (Hg.): Die Frau im Urchristentum (QD 95) 5. Aufl. Freiburg, Basel, Wien 1991. 117 - 133.
- Sünde-Umkehr-Versöhnung. Neutestamentliche Leitlinien. In: Wort und Antwort 32 (1991): 12 - 25.
- Die Sendung der Kirche in der Glaubensvermittlung nach dem Neuen Testament. In: W. Beinert (Hg.): Liebe muß man teilen. Regensburg 1993. 17 - 35.
- Der neue Weltkatechismus in der Diskussion. Eine kritische Anfrage. In: Anzeiger für die Seelsorge 11 (1993): 523 - 528.
- Zahlreiche Beiträge (z. B. „Abschiedsreden“, „Bibelinstitut“, „Bibelkommission, päpstliche“...). In: Lexikon für Theologie und Kirche. Bde. I - II. Freiburg, Basel, Wien 1993/1994.
- Osservazioni sul metodo linguistico nell'esegesi del Nuovo Testamento. In: J. Schreiner u. a. (Hg.): Introduzione letteraria e teologica al Nuovo Testamento. Mailand, Turin 1993. 584 - 615.
- Gottes Volk. Bibel und Liturgie im Leben der Gemeinde. Bd. II. Stuttgart. 1994
- Gedenken/Gedächtnis. In: Bibeltheologisches Wörterbuch (hg. v. J. B. Bauer). Graz, Wien, Köln 1994. 199 - 202.
- Neutestamentliche Einleitungswissenschaft. In: J. Wohlmuth (Hg.): Katholische Theologie heute. 2. Auflage. Würzburg 1994, 169 - 180.
- Gottes Volk. Bibel und Liturgie im Leben der Gemeinde. Bd. III. Stuttgart 1995.
- Passion. In: Bibeltheologisches Wörterbuch (Hg. v. J. B. Bauer). Graz, Wien, Köln 1995, 451 - 454.
- Zahlreiche Beiträge (z. B. „Ewiges Leben“, „Harmagedon“, „Johannes von Patmos“ ...) in: Lexikon für Theologie und Kirche. Bde. III-IV. Freiburg, Basel, Wien 1995.
- Neutestamentliche Kirchenbilder. In: W. Beinert (Hg.): Kirchenbilder und Kirchenvisionen. Regensburg 1995, 43 - 57.
- Vom Wunderglauben zum Bekenntnisglauben. In: H. Petri u. a. (Hg.): Glaubensvermittlung im Umbruch (Festschrift für Bischof M. Müller). Regensburg 1996, 63 - 82.
- Rachephantasie, infantiles Weltbild, psychischer Konflikt? Gewalt in der Offenbarung des Johannes? In: Bibel und Kirche 51 (1996): 128 - 142.
- Die Bibelinterpretation muß „methodisch“ geleitet sein. In: Impulse 40 (1996): 3 - 6.
- Es besteht „begründete Hoffnung“, das Buch mit den sieben Siegeln zu öffnen. Eine Einführung in die Johannesapokalypse. In: Wort und Antwort 38 (1997): 4 - 18.
- mit Josef Schreiner,  Gerhard Dautzenberg: Gestalt und Anspruch des Neuen Testaments. 2. überarb. Aufl., Echter, Würzburg 1998.
- Gottes Volk. Bibel und Liturgie im Leben der Gemeinde, Bd. I - Bd. III (Lesejahre A-C), (auch auf CD-ROM mit Handbuch in Medien-Box), Stuttgart 1998. ISBN 3-460-01011-8
- „Sie waren ein Herz und eine Seele“ (Apg 4,32). Anspruch und Wirklichkeit des Christseins in den Gemeinden damals und heute. In: K. Baumgartner (Hg.): Gemeinde gestalten. Regensburg 1999, 15-34.
- Der Stifter des Friedens. In: E. Biser - F. Hahn - M. Langer (Hg.): Der Glaube der Christen, Bd. I: Ein ökumenisches Handbuch, München – Stuttgart 1999, 656-666.
- Begründet 1 Petr 3,15 die Fundamentaltheologie? In: E. Möde - Th. Schieder (Hg.): Den Glauben verantworten (Festschrift für H.Petri). Paderborn-München-Wien-Zürich 2000, 21-27.
- Gottes Volk. Bibel und Liturgie im Leben der Gemeinde. Bd. VI, Stuttgart: Bibelwerk 2000.
- Jüdische und christliche Apokalyptik - Visionen zur Weltgeschichte, in: U.G. Leinsle u. J. Mecke (Hg.), Zeit - Zeitwechsel - Endzeit, Regensburg: Universitätsverlag 2000, 145-156.
- Gottes Volk. Bibel und Liturgie im Leben der Gemeinde. Bd. VII, Stuttgart: Bibelwerk 2001.
- Úvod do Nového zákona. Budweis 2002.
- Freude am Neuen Testament. Eine Einführung in die Glaubenszeugnisse über Jesus Christus. Aachen 2003.

## Herausgebertätigkeit
- Weizenkorn. Elemente zur Feier der Gemeindeliturgie, zus. m. Albert Damblon u. Heinzgerd Brakmann, Stuttgart (1983–86), Verlag Kathol. Bibelwerk
- Biblische Verkündigungsreihe „Gottes Volk“ Bibel und Liturgie im Leben der Gemeinde 1985-2001 (jeweils 8 Teilbände pro Jahr).